# Combeforce
La Combeforce ou Combe Force est une unité militaire terrestre indépendante de l'armée britannique pendant la Seconde Guerre mondiale, commandée par le lieutenant-colonel John Combe. Elle incorporait des hommes de la 7e division blindée (major-général Michael O'Moore Creagh) de la Western Desert Force. L'avancée rapide des Britanniques lors de l'opération Compass (9 décembre 1940 - 9 février 1941) força la 10e armée italienne à évacuer la Cyrénaïque, la province orientale de la Libye. Fin janvier, les Britanniques apprirent le retrait des Italiens de Benghazi, le long de la route côtière (la Litoranea Balbo récemment rebaptisé Via Balbia après la mort d'Italo Balbo, gouverneur général de Libye). La 7e division blindée fut envoyée pour intercepter les restes de la 10e armée en se déplaçant à travers le désert, au sud de Djebel Akhdar via Msus et Antelat, alors que la 6e division australienne poursuivait les Italiens le long de la route côtière, au nord de Djebel.
Le terrain était difficile pour les chars britanniques et la Combeforce, avec les véhicules à pneus de la 7e division blindée, fut envoyé en avant à travers la zone de Djebel. Tard le 5 février, la Combeforce arriva à la Via Balbia sud de Benghazi et érigea des barrages routiers près de Sidi Saleh, à environ 48 km au sud-ouest d'Antelat et 32 km au nord d'Agedabia. Les principaux éléments de la 10e armée arrivèrent trente minutes plus tard et tombèrent dans l'embuscade britannique, menant à la bataille de Beda Fomm. Le lendemain, les Italiens attaquèrent pour percer, poursuivant leurs attaques jusqu'au 7 février. Avec l'arrivée de renforts britanniques et les Australiens pressant la route de Benghazi, la 10e armée se rendit plus tard dans la journée. Entre Benghazi et Agedabia, les Britanniques firent 25 000 prisonniers, capturèrent 107 chars et 93 canons. Ayant atteint ses objectifs, la Combeforce fut ensuite dissoute.

### Lectures complémentaires
- D. Arthur, Desert Watch: A Story of the Battle of Beda Fomm, Bedale, Blaisdon, 2000 (ISBN 978-1-902838-01-4)
- J. G. Bierwirth, Beda Fomm: An Operational Analysis (MAAS), Fort Leavenworth, KS, US Army Command and General Staff College, coll. « School of Advanced Military Studies Monograph », 1994 (OCLC 41972642, lire en ligne)
- N. Dando, The Impact of Terrain on British Operations and Doctrine in North Africa 1940–1943 (PhD), Plymouth University, 2014 (OCLC 885436735, lire en ligne)
- Jon Latimer, Operation Compass 1940: Wavell's Whirlwind Offensive, Oxford, Osprey, 2013 (1re éd. 2000) (ISBN 978-1-85532-967-6)